# Alstroemeria aurea

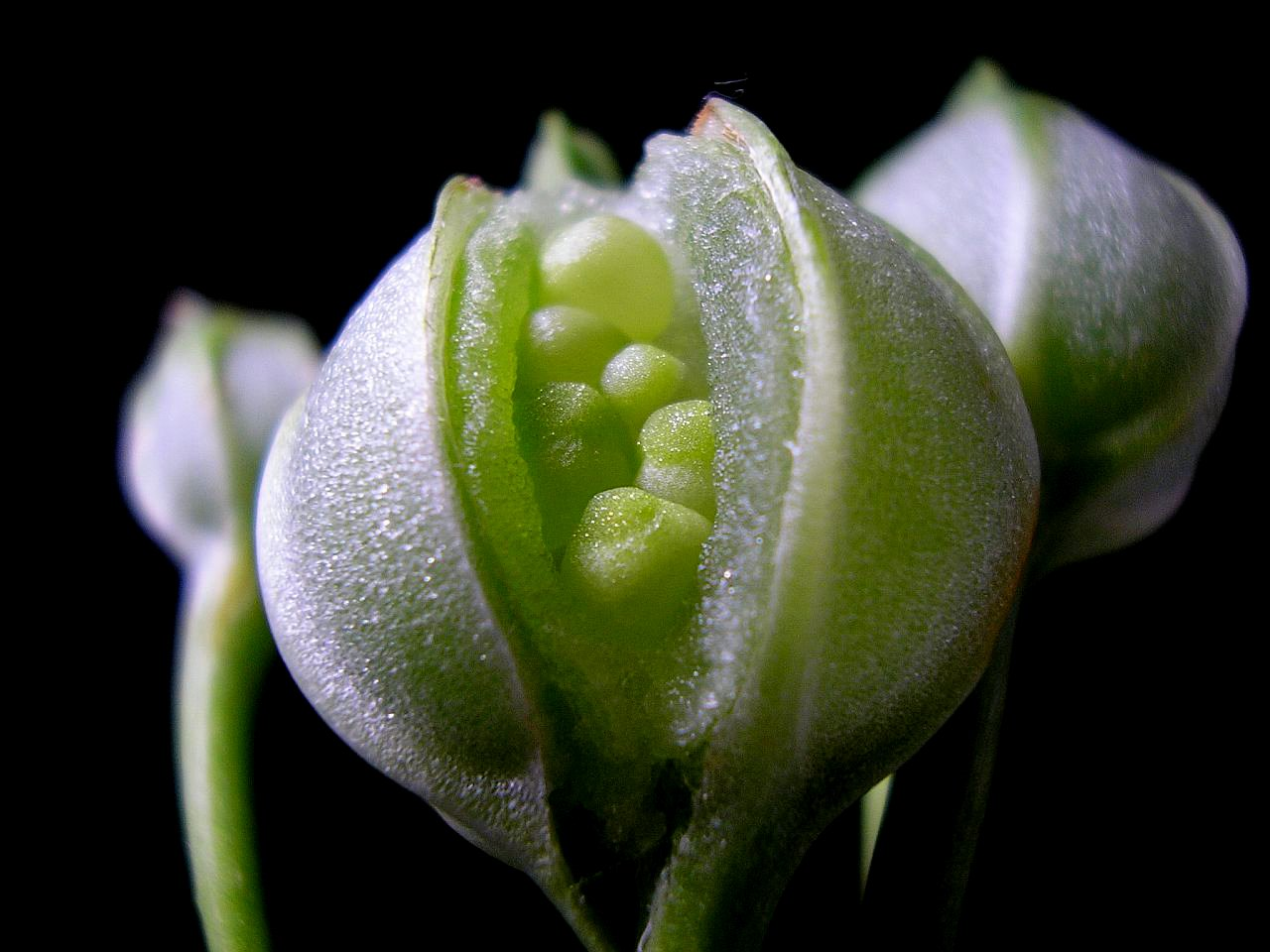
Fruit obert dAlstroemeria aurea.

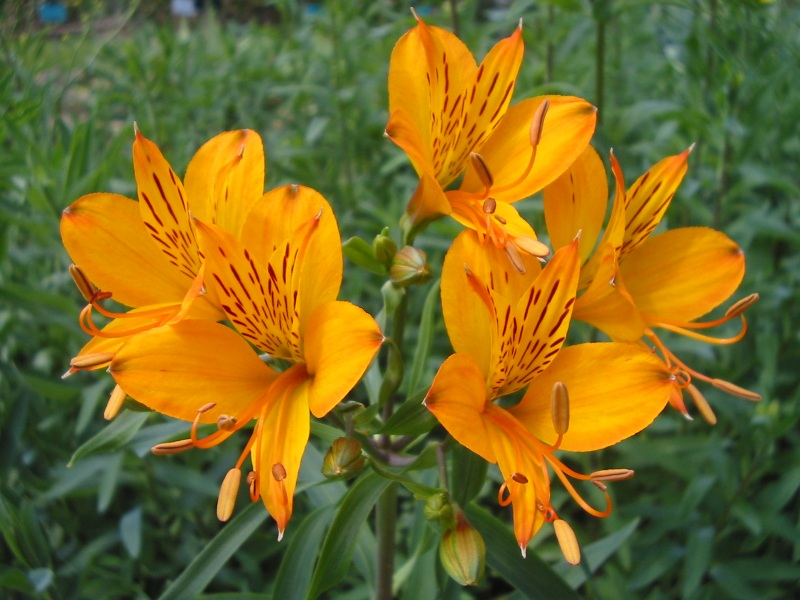
Alstroemeria aurea.

Alstroemeria aurea és una espècie de planta herbàcia, perenne i rizomatosa de la família de les Alstroemeriàcies.

## Descripció
És una planta de tiges simples i erectes, que arriben a mesurar de 40 cm fins a més d'1 m d'alçada. Les fulles van de lanceolades a oblanceolades. A l'estiu exhibeix flors grogues i ataronjades, amb taques vermelloses; amb 6 tèpals i disposades en umbel·les. El fruit és una càpsula el·líptica. Tolera breument fins a -12 °C i suporta sòls amb un pH tan àcid com 5,2.

## Distribució
És una espècie característica del bosc andí patagó, al sud de Xile i l'Argentina, essent abundant als forests oberts.

## Taxonomia
Alstroemeria aurea va ser descrita per Robert Graham i publicada a Edinburgh Philosophical Journal 181. 1833.

### Etimologia
- Alstroemeria: nom genèric que va ser anomenat en honor del botànic suec baró Clas Alströmer (Claus von Alstroemer) pel seu amic Linné.
- aurea: epítet llatí que significa "daurada".[4]

### Sinonímia
- Alstroemeria xanthina Phil.
- Alstroemeria peruviana Van Houtte
- Alstroemeria chiloensis Phil.
- Alstroemeria concolor Steud.
- Alstroemeria mutabilis Kunze ex Kunth
- Alstroemeria araucana Phil.
- Alstroemeria aurantiaca D. Don
- Alstroemeria nivali Meyen
- Alstroemeria pulchella H.Vilm.[5]

## Cultivars
- "Orange King"
- "Dover Orange"
- "Lutea"